# Bulbophyllum reptans
Bulbophyllum reptans es una especie de orquídea epifita originaria del Sudeste de Asia.   

## Descripción
Es una  orquídea de tamaño pequeño, de crecimiento cálido con hábitos epífitas   y ocasionalmente litofita   con un rizoma ramificado, rastrero con 5-9 cm de separación entre cada pseudobulbo ovoide-cónico que lleva una sola hoja, apical, coriácea, lineal para estrechamente oblonga, aguda, con estrechamiento abajo en la  base peciolada. Florece en la primavera y el otoño en una inflorescencia erecta, basal, delgada, de 10 cm  de largo, con de 3-6 flores.

## Distribución y hábitat
Se encuentra en Hainan, Guangxi, Yunnan y el sureste de Xizang en China, Sikkim, Bhután, Assam, Myanmar, Tailandia, Laos y Vietnam en los márgenes de los bosques montanos al sol o en las rocas cubiertas de musgo en las elevaciones de 1000 a 2800 metros.  

## Propiedades
B. reptans contiene fenantrenediol gimnopusina (2,7-dihidroxi-3,4,9-trimetoxyfenantreno), el fenantreno confusarina (2,7-dihidroxi-3,4,8-trimetoxifenantreno), 2,7-dihidroxi-3,4,6-trimetoxifenantreno y su 9,10-dihidro derivado, flavantrinina (2,7-dihidroxi-4-metoxifenantreno) y su 9,10-dihidro derivado (celonina), 3,3′-dihidroxi-5-metoxibibenzil (batatasina-III), cirropetalantrina (2,2′,7,7′-tetrahidroxi-4,4′-dimetoxi-1,1′-bifenantril), su 9,9′,10,10′-tetrahidro derivado (flavantrina) y los fenantrenos reptantrina e isoreptantrina.

## Taxonomía
Bulbophyllum reptans fue descrita por (Lindl.) Lindl. ex Wall.   y publicado en The Genera and Species of Orchidaceous Plants 51. 1830.
Etimología
Bulbophyllum: nombre genérico que se refiere a la forma de las hojas que es bulbosa.
reptans: epíteto latino que significa "rastrero".
Sinonimia
- Bulbophyllum clarkei Rchb.f.
- Bulbophyllum grandiflorum Griff.
- Bulbophyllum ombrophilum Gagnep.
- Bulbophyllum reptans (Lindl.) Lindl.
- Bulbophyllum reptans var. acuta Malhotra & Balodi
- Bulbophyllum reptans var. subracemosa Hook.f.
- Ione racemosa (Sm.) Seidenf.
- Phyllorkis reptans (Lindl.) Kuntze
- Stelis racemosa Sm.
- Sunipia racemosa (Sm.) Tang & F.T.Wang
- Tribrachia racemosa (Sm.) Lindl.
- Tribrachia reptans Lindl.[6][7]